# Timothy West (Pokerspieler)
Timothy „Tim“ West (* 26. September 1985 in San Francisco, Kalifornien) ist ein professioneller US-amerikanischer Pokerspieler. Er führte für 8 Wochen die Onlinepoker-Weltrangliste an.

## Pokerkarriere

### Online
West spielt seit Juli 2006 online unter den Nicknames Tmay420 (PokerStars, Full Tilt Poker, partypoker sowie Absolute Poker) und tmay_420 (Bodog sowie UltimateBet). Seine Onlinepoker-Turniergewinne liegen bei mehr als 4 Millionen US-Dollar, wobei der Großteil von knapp 2,5 Millionen US-Dollar auf PokerStars gewonnen wurde. Vom 25. Oktober bis 12. Dezember 2006 stand West für 8 Wochen in Serie auf Platz eins des PokerStake-Rankings, das die erfolgreichsten Onlinepoker-Turnierspieler weltweit listet.

### Live
Seine erste Geldplatzierung bei einem Live-Turnier erzielte West im November 2006 in Los Angeles. Anfang Dezember 2006 wurde er bei einem Event des Five Diamond World Poker Classic im Hotel Bellagio am Las Vegas Strip Zweiter und erhielt ein Preisgeld von mehr als 180.000 US-Dollar. Im Juni 2007 war er erstmals bei der World Series of Poker (WSOP) im Rio All-Suite Hotel and Casino am Las Vegas Strip erfolgreich und kam bei zwei Turnieren der Variante No Limit Hold’em in die Geldränge. Im März 2011 gewann West das Main Event des Wynn Classic mit einer Siegprämie von knapp 320.000 US-Dollar. Wenige Tage später belegte er bei einem WSOP-Circuitturnier in San Diego den zweiten Platz und erhielt knapp 175.000 US-Dollar Preisgeld. Mitte Juli 2012 siegte West beim Deep Stack Extravaganza im Palazzo und sicherte sich eine Siegprämie von knapp 450.000 US-Dollar, sein bis heute höchstes Preisgeld. Bei der WSOP 2013 wurde er bei einem Shootout-Event Vierter für knapp 100.000 US-Dollar. Im Januar 2016 belegte West beim Aria High Roller im Aria Resort & Casino am Las Vegas Strip den zweiten Platz hinter Tom Marchese und erhielt dafür rund 285.000 US-Dollar. Mitte April 2016 erreichte West auch beim High Roller des Seminole Hard Rock Poker Showdown in Hollywood den Finaltisch und wurde Dritter für knapp 300.000 US-Dollar. Bei der WSOP 2016 kam er dreimal in die Geldränge, u. a. erreichte er mit dem 358. Platz seine bisher Platzierung beim Main Event. Anfang April 2017 saß West am Finaltisch des Main Events der World Poker Tour in Hollywood und erhielt für seinen vierten Platz ein Preisgeld in Höhe von über 200.000 US-Dollar. Bei der WSOP 2017 gelangte er, wie schon 2013, an den Finaltisch eines Shootout-Turniers und belegte dort den mit rund 115.000 US-Dollar dotierten dritten Platz.
Insgesamt hat sich West mit Poker bei Live-Turnieren mehr als 4 Millionen US-Dollar erspielt.